# Marsu
Pour les articles homonymes, voir Marsu (homonymie).
Marsu est un militant de la cause alternative (rock alternatif) et un des principaux hommes de réseau du mouvement punk et alternatif français des années 1980 à nos jours. Il fut le fondateur du label Bondage (devenu ensuite Houlala Bondage), label de Bérurier noir dont il fut le manager.

## Parcours

### Premières expériences punk
D'origine picarde, Marsu arrive à 15 ans à Paris et évolue dans le milieu alternatif des années 80. Il devient manager de Lucrate Milk : « À l’origine, le groupe c’est Lolo, Masto et Gaboni. Lolo et Masto, c’est deux potes qui traînent ensemble, ils trouvent un batteur, Gaboni, et rencontrent une chanteuse dans les couloirs des Arts Déc’, endroit bien connu pour les rencontres punk/arty. Et le pote de service qui a fait de la radio, du fanzinat, et qui connaît quelques groupes, se retrouve catapulté manager parce qu’il a la tchatche, ça c’est moi. »

### Label Bondage
En 1984, il fonde Bondage'. Ce label produit des groupes comme Nuclear device, Washington dead Cats, Satellites, Nonnes Troppo, Ludvig von 88 et Bérurier noir.

### Marsu et Bérurier Noir
Il devient ensuite manager de Bérurier Noir. Le groupe l'étiquète « commissaire politique ». Il raconte : « Avec l'âge, les trajectoires se séparent », « La cohérence ne pouvait pas perdurer. Il y avait trop de divergences entre les gens. » 
« En 1988, tout le monde a pété un boulon, se souvient Marsu. On avait des pressions de partout. On ne faisait plus un concert sans qu'il y ait au minimum deux cars de CRS à l'extérieur de la salle. Il y a même eu un papier de l'AFP qui nous présentait comme la branche culturelle d'Action directe.» « On s'est arrêtés car on voulait rester amis », souffle Loran, le guitariste, viré du bahut à 13 ans parce qu'il portait un brassard noir à la mort de Jacques Mesrine. « À 14-15 ans, on était jeunes et on se sentait mal. On avait deux choix : se radicaliser ou monter un groupe de rock. »

### Activités depuis les années 90
Il écrit dans divers fanzines et gère désormais le label Crash Disques (Les Thugs, Guerilla poubelle...). Il apparaît sur le CD/DVD du groupe parisien Lucrate Milk sorti en mai 2006 où il donne un cours d'histoire de l'underground (artistique) alternatif.
Il est également à l'origine du label indépendant CD1D.